# Israël Kiek
Israël Kiek, né à Groningue le 22 avril 1811 et mort à Leyde le 14 mai 1899, est un photographe néerlandais, un des pionniers de la photographie dans son pays. Son nom de famille est devenu synonyme aux Pays-Bas de photographie sans prétention et prise sans longues recherches : on dit familièrement un kiekje.

## Biographie

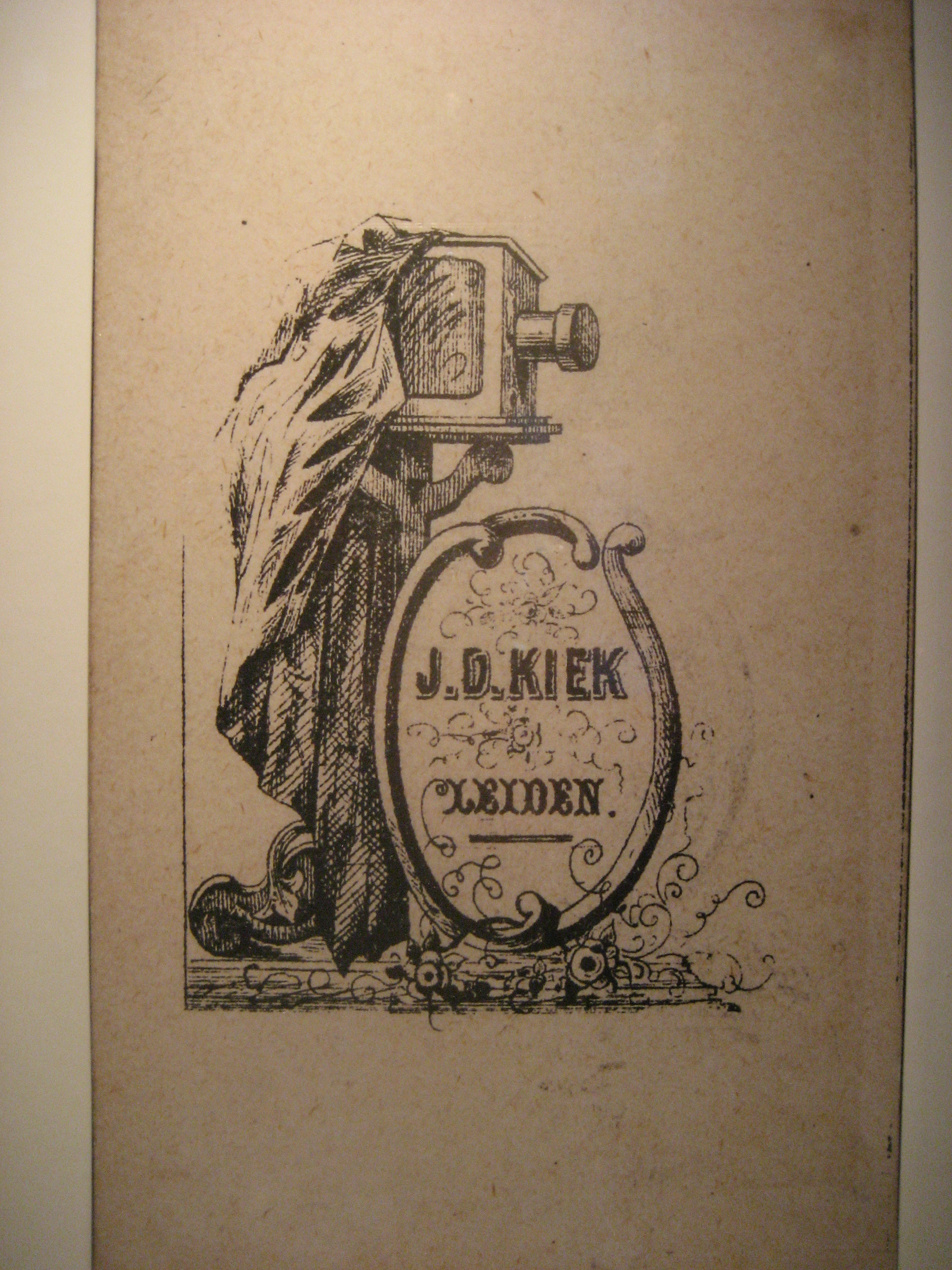
Marque d'Israël Kiek au verso d'une photo-carte.

Israël David Kiek est né dans une famille de la communauté juive de Groningue, cinquième enfant de David Lazarus Kiek, horloger, et de son épouse Lea Levi Pinto. C'est seulement sur le tard qu'il fait de la photographie son activité principale. À Groningue, il exerce d'abord plusieurs professions : ébéniste, menuisier, commerçant, receveur de loterie. Il épouse Hendrica de Leeuw vers 1837 ; le couple s'installe à Gouda, retourne à Groningue, puis déménage à Amsterdam en 1852, avant de se fixer à Leyde en 1855. Leur premier enfant, Louis Israël, naît en 1838 et sera suivi par neuf autres enfants survivants. 
La première mention de Kiek en tant que photographe portraitiste date de 1858 : sa société figure dans l'annuaire de Leyde avec la mention : J. D. Kiek & Zoons, portraiteurs [I. D. Kiek & fils, portraitistes]. Un an plus tard, ils apparaissent sous la rubrique Photographes I. D. et L. I. Kiek, "L. I." étant son fils aîné Louis Israël alors âgé de vingt ans. Des dix enfants, qui ont grandi dans la famille Kiek, cinq sont devenus photographes, formés par leur père. Israël Kiek a travaillé également comme photographe itinérant dans d'autres villes, notamment Gorinchem, Assen et Utrecht ; il exerce le métier jusqu'en 1892 ; son fils Lion reprend l'affaire. De 1896 à 1898, il habite Arnhem, avant de retourner à Leyde où il meurt le 14 mai 1899 à l'âge de 88 ans.
Israël Kiek a réalisé beaucoup de portraits dans son atelier, surtout au format carte de visite, mais il est surtout connu pour ses photographies de groupe montrant des étudiants, non pas tant en raison de leurs qualités graphiques, mais de leur caractère spontané et de la façon dont sont disposés les personnages : on voit les étudiants sur les gouttières du toit de l'université, disposés en pyramide sur un escabeau ou de près en train de faire des grimaces.
De telles épreuves ont souvent été réalisées en pleine nuit ou au petit matin, après que le vieil homme eut été tiré de son lit par des groupes d'étudiants éméchés. C'est peut-être ce qui explique l'imprécision et la hâte apparente avec laquelle elles ont été faites. Ces photographies informelles d'étudiants, très différentes des portraits formels de l'époque, ont fini par être appelées en néerlandais kiekje, terme devenu depuis aux Pays-Bas un terme générique signifiant instantané,.

## Hommages

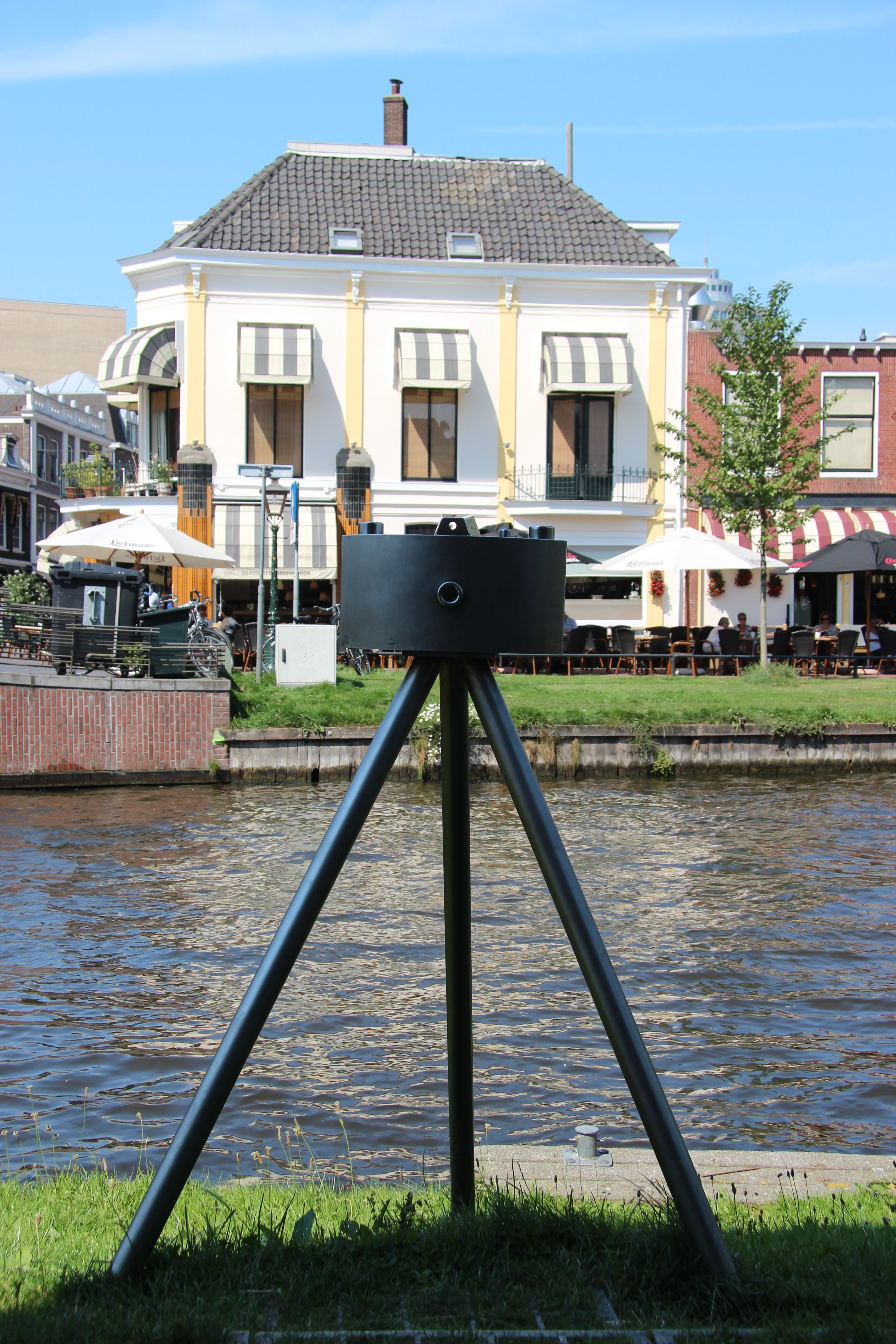
Le « Kiekmonument » de Norman Beierle et Hester Keijser, installé au Kiekpad de Leyde.

À l'initiative du conseiller municipal de Leyde Bernard Stöxen, du parti Leiden Weer Gezellig, B & W a décidé en 1990 de faire réaliser un monument en hommage à Israël Kiek. Les deux artistes Norman Beierle et Hester Keijser ont été chargés de concevoir un trépied et une caméra, tous deux en acier inoxydable. Le monument surplombe le canal de Rijnsburg, où Kiek avait probablement son atelier. Les intéressés peuvent grâce à une visionneuse jeter un coup d'œil dans le monument sur quelques reproductions de photographies de Kiek.
À Amsterdam en 2004 dans le nouveau quartier d'IJburg, son nom a été donné à une rue : la Kiekstraat.
En 1993, l'astronome Eric Walter Elst a choisi de dénommer Kiek un astéroïde (17521) Kiek en sa mémoire.

## Expositions
- octobre 2015 : Tussen Kunst en Kiek, Bibliothèque de l'Université de Leyde[3].

## Galerie

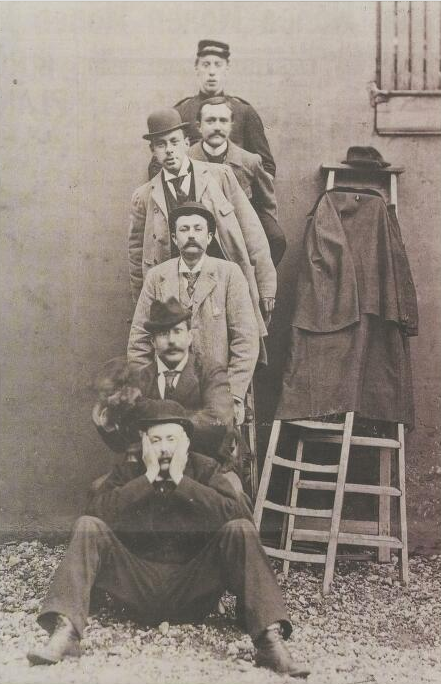
Portrait de groupe mis en scène, vers 1885.
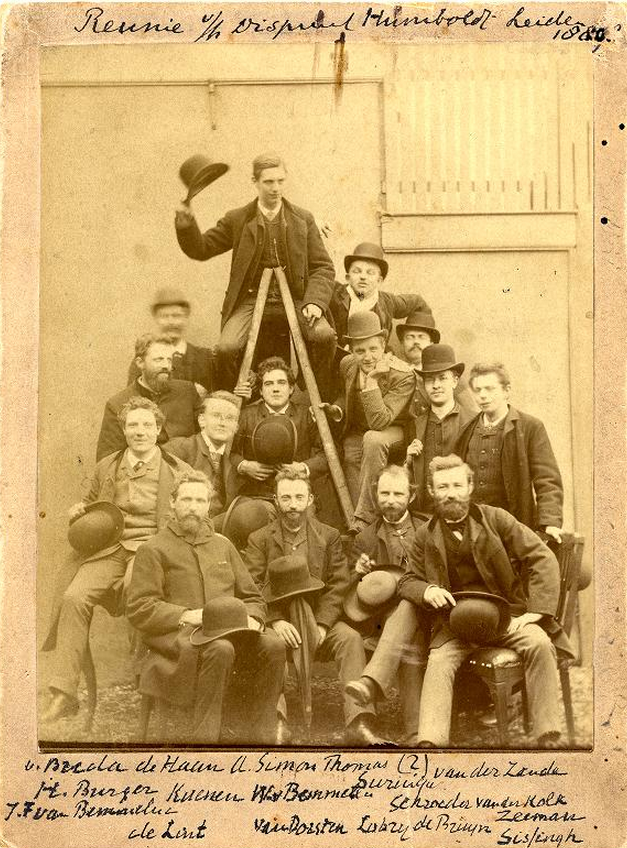
Réunion organisée par la Humbold Sociëteit Minerva : 16 étudiants groupés sur et autour d'une échelle ; entre 1877 et 1885.
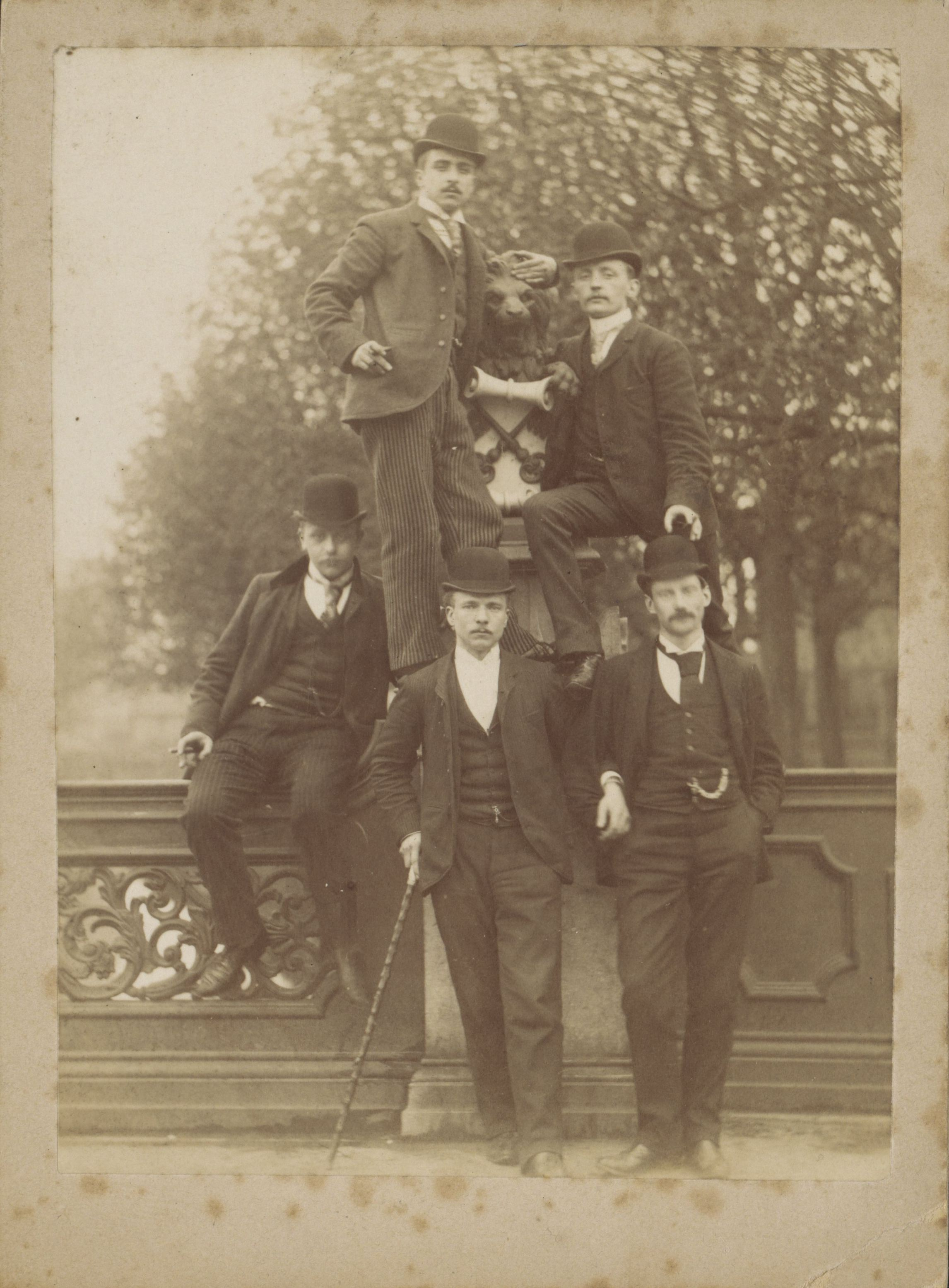
Étudiants de Leyde ; une date manuscrite au verso indique : octobre 1890[3].
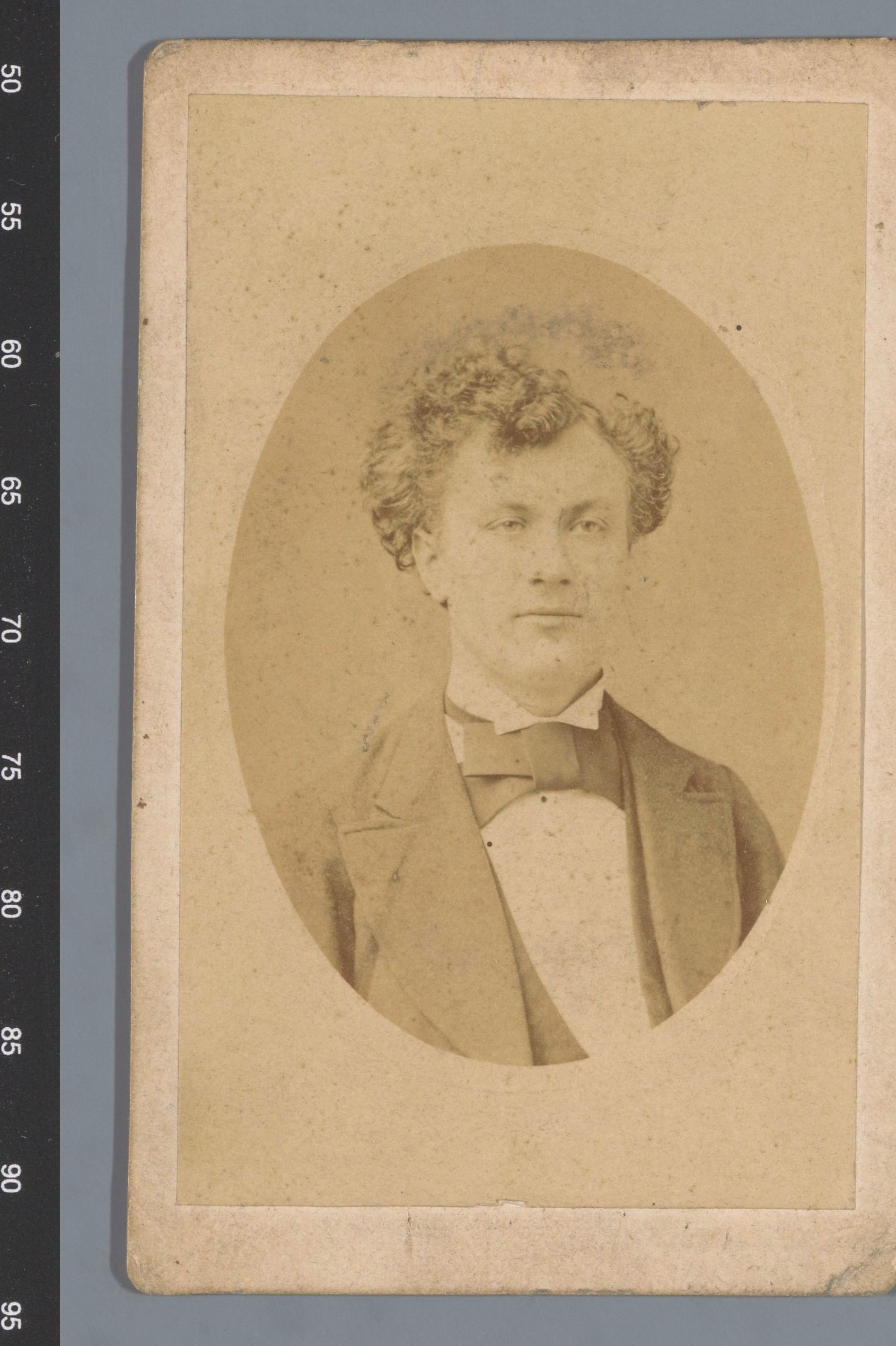
Portrait carte-de-visite d'un homme non identifié.